# Neklasificirani južnoamerički indijanski jezici
Neklasificirani južnoamerički indijanski jezici  (privatni kod: saun), ime neklasificiranim indijanskim jezicima iz Južne Amerike, većinom danas izumrli. Među njih su nabrojeni:
- Abishira (Abiquira, Auishiri, Agouisiri, Avirxiri, Abigira, Ixignor, Vacacocha, Tequraca, Auishiri (tekiraka) (fra), Abishira (spa) (ash)
- Agavotaguerra, Agavotokueng, Agavotoqueng (avo)
- Aguano, Uguano, Aguanu, Awano, Santa Crucino (aga)
- Arára do Mato Grosso, Koaia, Koayá, Koaiá, Arara, Arara do Beiradão, Arara do Rio Branco (axg)
- Cagua (cbh)
- Carabayo, "Amazonas Macusa", Carabayo (fra), Carabayo (spa) (cby)
- Chipiajes (cbe)
- Coxima, Koxima (kox)
- Himarimã, Hi-Merima (hir)
- Iapama (iap)
- Kaimbé  (xai)
- Kamba, Camba (xba)
- Kambiwá (xbw)
- Kapinawá (xpn)
- Karahawyana (xkh)
- Korubo, Caceteiros, Korúbo (fra), Korubo (spa) (xor)
- Kunza
- Natagaimas (nts)
- Pankararé, Pankaré (pax)
- Papavô
- Pataxó, Patasho, Pataxó-Hãhaãi, Pataxi, Patashó, Patoxó, Pataxó-Hãhãhãe, Pataxó-Hanhanhain, Patasho-Hanhanhain, Pataxo-Hahahahe (pth)
- Pijao, Piajao, Pijao (fra), Pijao (spa) (pij)
- Puquina,
- Tapeba, Tabeba (tbb)
- Tingui-Boto, Tingui, Carapató, Karapató (tgv)
- Tremembé (tme)
- Truká (tka)
- Uru-Pa-In (urp)
- Wakoná (waf)
- Wasu, Waçu (wsu)
- Yari (yri)
- Yuwana

## Vanjske poveznice
- South American Unclassified Languages: Composite
- South American Unclassified Languages: Ethnologue 2005